# Crosses (groupe)

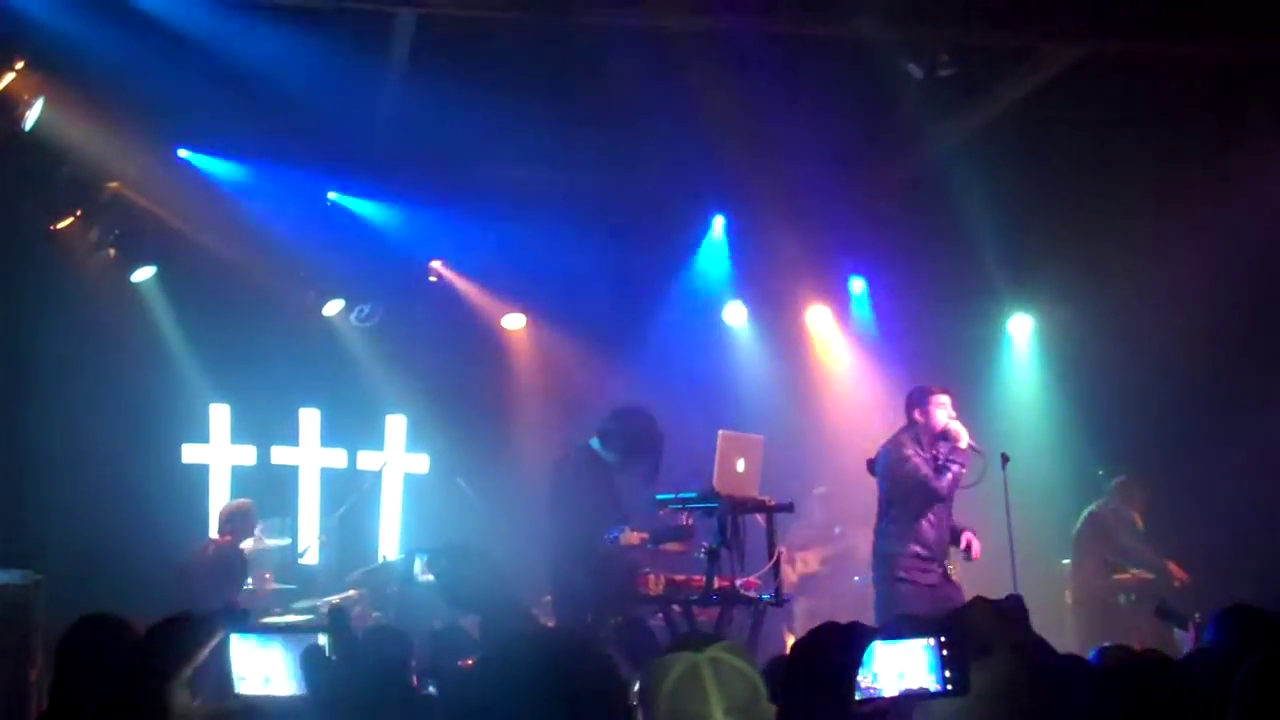
Crosses live 2012

Crosses (stylisé en †††) est un projet du chanteur de Deftones, Chino Moreno, du guitariste de Far Shaun Lopez et de Chuck Doom, basé à Los Angeles, en Californie, et formé en 2011.

## Discographie

### Albums studios
| Titre                                   | Détails de l'album                                                                                  | Meilleur classement | Meilleur classement |
| Titre                                   | Détails de l'album                                                                                  | US                  | AUS                 |
| --------------------------------------- | --------------------------------------------------------------------------------------------------- | ------------------- | ------------------- |
| Crosses                                 | - Sortie le : 11 février 2014 - Label : Sumerian Records - Formats : CD, LP, téléchargement digital | 26                  | 43                  |
| Goodnight, God Bless, I Love U, Delete. | - Sortie le : 13 octobre 2023 - Label : Warner Records - Formats : CD, LP, téléchargement digital   |                     |                     |

### Maxis
| Titre                                                                             | Détails                                                                                     | Meilleur classement |
| Titre                                                                             | Détails                                                                                     | US Heat             |
| --------------------------------------------------------------------------------- | ------------------------------------------------------------------------------------------- | ------------------- |
| EP 1                                                                              | - Sorti le : 2 août 2011 - Label : Sumerian Records - Formats: LP, téléchargement digital   | —                   |
| EP 2                                                                              | - Sorti le : 24 janvier 2012 - Label : Sumerian Records - Format : téléchargement digital   | 8                   |
| EP 3                                                                              | - Sorti le : 10 février 2014 - Label : Sumerian Records - Format : téléchargement digital   |                     |
| Permanent.Radiant                                                                 | - Sorti le : 9 décembre 2022 - Label : Warner Records - Format : CD, téléchargement digital |                     |
| "—" denotes a recording that did not chart or was not released in that territory. |                                                                                             |                     |

### Singles
| Titre          | Année | Meilleur classement | Meilleur classement | Album            |
| Titre          | Année | US Alt.             | US Main.            | Album            |
| -------------- | ----- | ------------------- | ------------------- | ---------------- |
| "Option"       | 2012  | —                   | —                   | EP 1 and Crosses |
| "Telepathy"    | 2012  | —                   | —                   | EP 2 and Crosses |
| "The Epilogue" | 2013  | 27                  | 40                  | Crosses          |

### Vidéo-clips
| Titre          | Année | Réalisateur(s) |
| -------------- | ----- | -------------- |
| "Bitches Brew" | 2013  | Raul Gonzo     |
| "The Epilogue" | 2014  | Raul Gonzo     |

### Contributions
| Titre                   | Année | Album                           |
| ----------------------- | ----- | ------------------------------- |
| "The Years"             | 2011  | Batman: Arkham City – The Album |
| "Dragula"               | 2012  | Mondo Sex Head                  |
| "The Epilogue"          | 2014  | Soundwave: 2014                 |
| "Nineteen Eighty Seven" | 2015  | Jaco Original Soundtrack        |